# Europæiske ERV
Europæiske ERV er det første rejseforsikringsselskab, der blev grundlagt i Danmark i 1921, efter at en rig tømmerhandler fra Budapest ved navn Max von Engel begyndte at oprette forsikringsselskaber for rejsegods forskellige steder i Europa i 1920. Europæiske ERV har ét kontor i Danmark, hvilket ligger på Frederiksberg, København. Europæiske ERV har indtil januar 2012 heddet Europæiske Rejseforsikring.
Europæiske ERV er en 100% ejet dattervirksomhed af Europäische Reiseversicherung AG, der har hovedsæde i München, Tyskland og de er dermed en del af en organisation, der er repræsenteret i 17 lande og på verdensplan årligt har mere end 40 millioner rejseforsikringskunder.
De primære forretningsområder hos Europæiske ERV er rejseforsikringer samt international sygeforsikring. Disse forsikringer sælges enten som gang-til-gang forsikringer eller som årsrejseforsikringer i forbindelse med kundernes ferierejser, forretningsrejser eller udstationering. Internationale sygeforsikringer sælges enten direkte, via forsikringsselskaber eller mæglere.
Europæiske ERV etablerede det første servicekontor på Mallorca i 1971. Siden er yderligere 10 servicekontorer (EURO-centre) kommet til, der er fordelt på alle kontinenter. Alle kontorer har skandinaviske medarbejdere, som taler de lokale sprog og kender sygehusvæsenet og retssystemet på stedet. Europæiske ERV etablerede deres egen alarmcentral i København i 1961. Alarmcentralen giver assistance til alle Europæiske ERV's rejsende i tæt samarbejde med servicekontorerne og hjælper deres rejsende med alt fra kontakt til hospitaler og læger, booking af ambulancefly og flybilletter, til udbetaling af penge på stedet. Alarmcentralen samarbejder med 40.000 hospitaler og 10.000 læger i hele verden og har åbent 24 timer i døgnet, 365 dage om året.